# Carl Knowles
Carl Stanley Knowles (San Diego, 24 febbraio 1910 – Los Angeles, 4 settembre 1981) è stato un cestista statunitense.

## Carriera
Ha vinto la medaglia d'oro con la nazionale di pallacanestro degli Stati Uniti alle Olimpiadi di Berlino 1936, giocando due partite.

## Palmarès
- Torneo Olimpico: 1
Stati Uniti: 1936